# Þórarinn B. Þorláksson
Thórarinn Benedikt Thorláksson eller Þórarinn B. Þorláksson (født 14. februar 1867 på gården Undirfell (is) i Vatnsdalur (sv), Hnavatnssìsla, Island; død 10. juli 1924 i Laugardalur (en), Reykjavík) var en islandsk maler.
Thorlksson blev uddannet som maler på Kunstakademiet i København under Holger Grønvold og Frederik Vermehren i perioden 1896-99; derefter på privatskole hos Harald Foss indtil 1902.
Thórarinn B. Thorláksson regnes, sammen med maleren Ásgrímur Jónsson, som pioner i islandsk malerkunst. De malede begge det islandske landskab, hvilket fik betydning for den islandske malerkunsts tidlige udvikling. Thorlákssons malerier har præg af at han er uddannet i Danmark efter den danske romantiske landskabstradition.
Da Thorláksson også havde et borgerligt erhverv, fik han en kort kunstnerkarriere, og hans produktion blev derfor ikke særlig stor.
Han var blandt andet med i den flagkomite, der skulle udforme det islandske flag.

| - Værker af Þórarinn B. Þorláksson - Hvítá i Borgarfjörður (en), 1903 - Sommeraften i Reykjavík, 1904 - Fra Þingvellir II, 1905 - Solnedgang ved Tjörnin, 1905 - Vandfald, 1909 - Hvilepause, 1910 - Fra Þingvellir, 1914 - Stórisjór og Vatnajökull, 1921 - Hekla Set fra Laugardalur 1922 - Kunstnerens hjem, 1923 - Fra Laugardalur, 1923 |